# Делап, Лиам
Ли́ам Ро́ри Де́лап (англ. Liam Rory Delap; родился 8 февраля 2003, Брент, Внешний Лондон) — английский футболист, нападающий клуба «Челси».

## Клубная карьера
Воспитанник футбольной академии «Дерби Каунти». В июле 2019 года стал игроком футбольной академии «Манчестер Сити». 24 сентября 2020 года дебютировал в основном составе «Манчестер Сити» в матче Кубка Английской футбольной лиги против «Борнмута», отличившись забитым мячом. 27 сентября 2020 года дебютировал в Премьер-лиге в матче против «Лестер Сити».
В августе 2022 года перешёл в клуб Чемпионшипа «Сток Сити» на правах аренды до конца сезона 2022/23.
13 июля 2024 года перешёл в клуб «Ипсвич Таун» за 15 млн фунтов, ещё 5 млн предусмотрены в виде бонусов..
4 июня 2025 года перешёл в клуб Премьер-лиги «Челси».

## Карьера в сборной
Выступал за сборные Англии до 15, до 16, до 17, до 18, до 19, до 20 лет и до 21 года. Также имеет право выступать за сборные Ирландии.
29 марта 2021 года Делап дебютировал за сборную Англии до 18 лет в матче против Уэльса на стадионе «Леквит».
В июне 2022 года был включен в заявку национальной сборной на чемпионат Европы до 19 лет.

## Достижения
«Челси»
- Победитель Клубного чемпионата мира: 2025

Сборная Англии (до 19 лет)
- Победитель чемпионата Европы (до 19 лет): 2022

## Личная жизнь
Лиам — сын экс-футболиста Рори Делапа.